# Hans Hupfeld
Hans Hupfeld (* 11. Juli 1891 in Mannheim; † 4. Mai 1952 in Berlin) war ein deutscher Publizist und Zeitungsredakteur in Potsdam.

## Leben und Wirken
Ernst Heinrich Hans Hupfeld war ein Sohn des Mannheimer Bankiers Julius Hupfeld (1860–1926) und seiner Ehefrau Elsa geb. Spindler (1862–1940). Er wurde Journalist bei der Potsdamer Tageszeitung. Seit 1926 war er Herausgeber der Potsdamer Jahresschau in deren Verlag. Später wurde er stellvertretender Chefredakteur der Tageszeitung, dann Chefredakteur bis 1945.
Er berichtete begeistert über den „Tag von Potsdam“, am 27. Oktober 1939 beantragte er die Aufnahme in die NSDAP und wurde zum 1. Dezember desselben Jahres aufgenommen (Mitgliedsnummer 7.321.743), allerdings am 22. August 1944 ausgeschlossen. Nach 1945 arbeitete er weiter als Journalist in Potsdam. Seit 1946 war er Leiter der Lokalredaktion der unabhängigen Tageszeitung Die Tagespost.

## Werke
- Reichstags-Eröffnungsfeier in Potsdam, Potsdam 1933